# Incodynerus alticola
Incodynerus alticola är en stekelart som beskrevs av Willink 1969. Incodynerus alticola ingår i släktet Incodynerus och familjen Eumenidae. Inga underarter finns listade i Catalogue of Life.